# Marie Brizard
Pour les articles homonymes, voir Brizard.
Marie Brizard est une marque française de liqueurs et sirops, créée à Bordeaux en 1755, propriété du groupe éponyme Marie Brizard Wine & Spirits (MBWS). La gamme de produits, commercialisée sous la marque Marie Brizard, est aujourd'hui composée d'environ 80 liqueurs et essences, et d'une trentaine de sirops.

## Historique

### La fondation

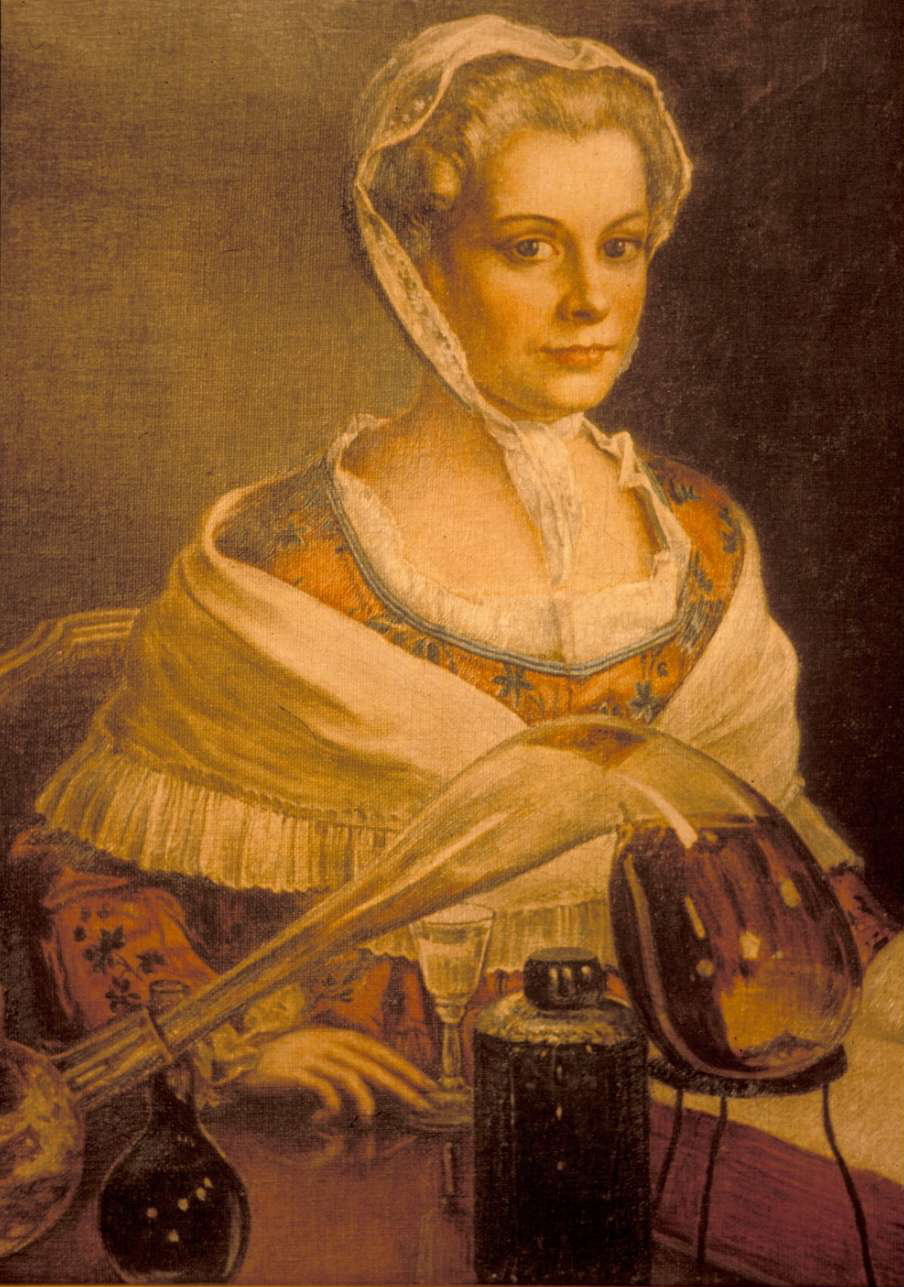
Portrait de Marie Brizard.

Née à Bordeaux le 28 juin 1714 et décédée le 5 février 1801 dans la même ville, Marie Brizard est la troisième des quinze enfants de Pierre Brizard (1679-1743), tonnelier et bouilleur de cru.
Selon la légende entretenue par les brochures publicitaires de la firme, Marie Brizard aurait appris le secret de la fabrication d'un élixir soignant toute sorte de maux, d’un malheureux esclave noir brûlant de fièvre errant sur le port qu’elle aurait secouru et soigné, et qui voulut lui témoigner sa reconnaissance. Un autre ouvrage indique que ce serait son neveu Paul Alexandre Brizard, capitaine de navire négrier, qui lui aurait rapporté de ses voyages des plantes et agrumes qui entreront dans la composition de la liqueur anisée. Selon une enquête du Monde, cette liqueur était transportée dans les cales des navires négriers pour être échangée sur les côtes africaines contre des esclaves dans le cadre du commerce triangulaire mais en 2020, une étude sur ces points conclut « qu'aucun rapport n'a pu être établi » entre le capitaine de navire et Marie Brizard et qu'il n'y a « aucun document d'archive faisant le lien entre la société et le commerce triangulaire »,.
Il s'agit d'une liqueur à base d'anis vert, de 10 plantes, dont le quinquina aux vertus antipaludéenne, et d'épices. En réalité, à cette époque du milieu du XVIIIe siècle, la fabrication de l’anisette est une pratique courante à Bordeaux et cette boisson comme le rhum sont consommés abondamment par les marins.
Associée à son autre neveu par alliance, Jean-Baptiste Roger (1731-1795), elle fonde la société Marie Brizard et Roger en 1755 et fabrique son anisette qui prend un essor rapide grâce aux échanges maritimes à travers le monde.
Port naturel des colonies françaises d'Amérique, Bordeaux reçoit les épices, écorces d'oranges, anis, cacao, coriandre, cannelle, vanille et sucre qui constituent les matières premières des fabriques de liqueurs et réexpédie ses produits manufacturés. À l'origine, la société produit de l'anisette, puis la fabrication s'étend à d'autres liqueurs comme le curaçao, le brandy, le cherry, les liqueurs de menthe et d'abricot.
L’arrière-petite-fille de Jean-Baptiste Roger, Suzanne, ayant épousé un officier de marine, Pierre-Joseph Glotin (1828-1884), et sa petite-fille Marie-Amélie (fille de Théodore Roger) un négociant né à Genève, Marc Achard (1806-1884), huit générations de Glotin et d'Achard dirigent la firme Marie Brizard et Roger par la suite. Jusqu’à la fin des années 1990, cette société, connue dans le monde entier, reste une entreprise familiale.

### Le rachat par Belvédère
En 2006, la société Marie Brizard et Roger est rachetée par le groupe de spiritueux Belvédère, qui en reprend le nom en 2015 pour devenir Marie Brizard Wine & Spirits (MBWS).
En 2008, face à d'importantes difficultés financières, le groupe Belvédère et sa filiale Marie Brizard sont placés en procédure de sauvegarde. Le plan de sauvegarde prévoit la revente de Marie Brizard en vue de désendetter le groupe, vente annoncée en 2008 puis démentie en 2009. En 2010, une intention de cession est une nouvelle fois annoncée puis de nouveau abandonnée.
Le 3 juillet 2012, le tribunal de commerce de Dijon place Marie Brizard et 6 autres filiales du Groupe Belvédère en redressement judiciaire. La liquidation judiciaire est évitée en mars 2013.
Au printemps 2016, Marie Brizard Wine & Spirits, sa filiale MBWS France, et ses cinq filiales polonaises sortent de leurs plans de redressement respectifs, avec cinq ans d'avance sur le calendrier initial.

### Le déménagement

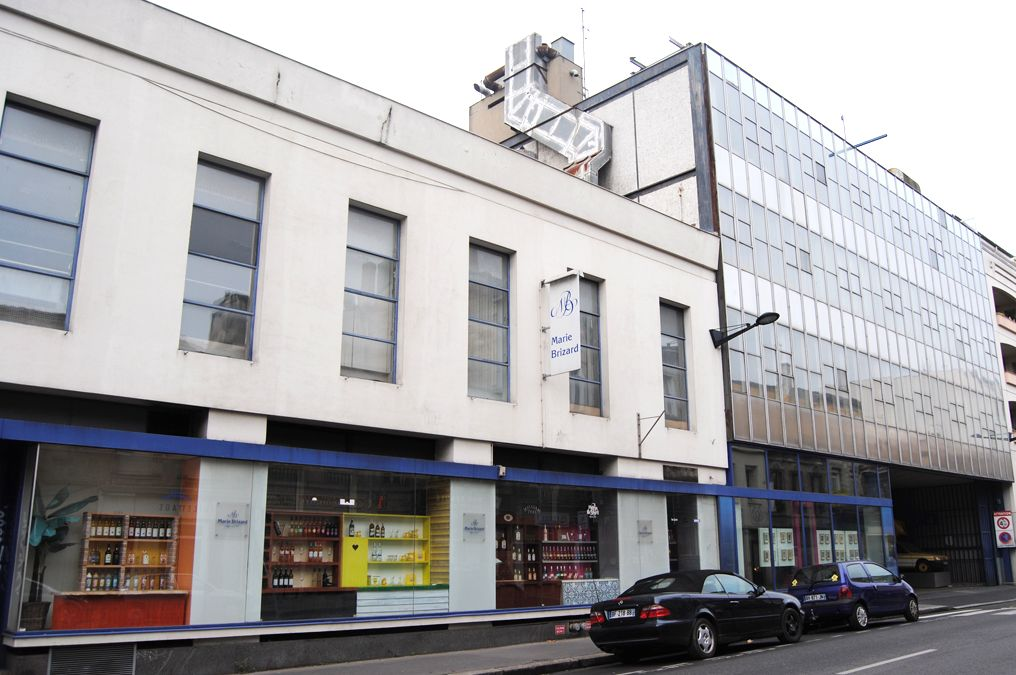
Établissement Marie Brizard, rue Fondaudège à Bordeaux, avec son mur-rideau. En 2017, l'immeuble a été détruit.

À partir de 1874, le siège social et l’usine de fabrication s’installent rue Fondaudège à Bordeaux dans un atelier et un entrepôt déjà existants qui progressivement s’étend du no  128 au 152. En 1955-1960, l’agence d’architecte Yves Salier & Adrien Courtois réalise un des premiers murs-rideaux de l’architecture bordelaise en habillant la reconstruction des bureaux derrière un voile de verre et d’aluminium accroché à une ossature de poteaux d’acier.
Depuis 2008, le siège de la société est implanté à Ivry-sur-Seine (Val-de-Marne).
À partir de 2008, le groupe quitte progressivement son site historique de la rue Fondaudège, dans le centre de Bordeaux, et rassemble ses activités à Lormont, en proche banlieue bordelaise, où il possède déjà un site de production. Les activités de recherche et de développement de l'ensemble du groupe MBWS sont aujourd'hui implantées à Lormont.
Fin 2015, la production des liqueurs et sirops Marie Brizard est intégralement transférée à Zizurkil, au Pays-Basque, dans le nord de l'Espagne, où la société Marie Brizard détient une usine depuis 1968. Le site est entièrement rénové lors du transfert de la production.

## La gamme Marie Brizard

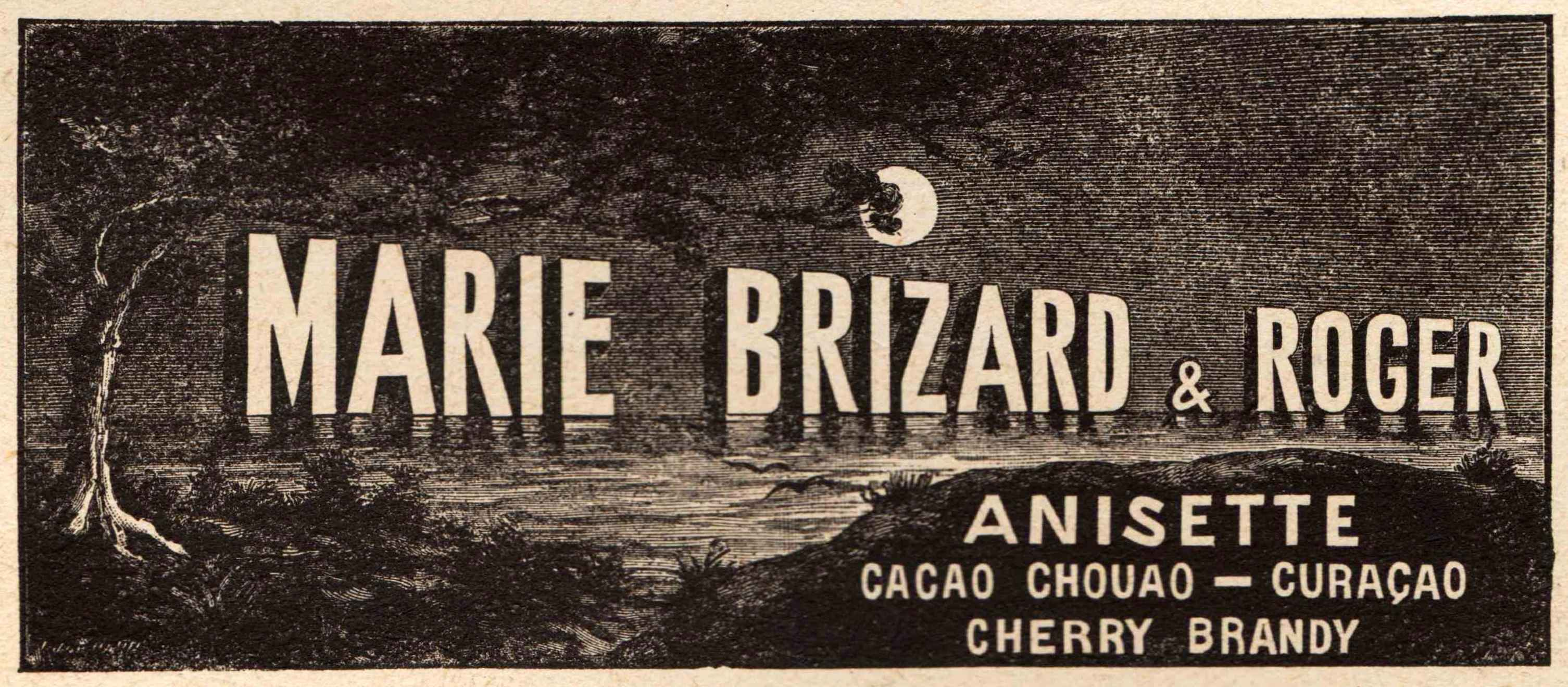
Marie Brizard & Roger.

À l'origine, la société Marie Brizard produit uniquement de l'anisette, mais se diversifie progressivement et décline la gamme de liqueurs en de nombreuses saveurs. La gamme est aujourd'hui composée de liqueurs, de crèmes, d'essences et de sirops. Elles entrent dans la composition de nombreux cocktails.
Les liqueurs les plus populaires sont regroupées sous l'appellation hero. Cette catégorie comprend l'anisette, mais également Finesse Orange, Jolie Cherry, Parfait Amour et Apry.
Selon une légende entretenue par la marque, la liqueur Parfait Amour était devenue très populaire à la cour de Louis XV parce qu'elle « redonnait de la vigueur aux hommes après le dîner ».
Une catégorie plus pointue, les essences, est destinée essentiellement aux barmen et créateurs de cocktails. Elle comprend notamment les saveurs Jasmin, Aneth, et Romarin. Au total, la gamme de produits Marie Brizard est composée d'environ 80 liqueurs et essences.
La gamme est également déclinée dans des versions sans alcool, avec pratiquement une cinquantaine de sirops.

## Les Marie Brizard Masters
Depuis 1982, le groupe organise chaque année une compétition internationale de cocktails, l'International Bartenders Seminar, destinée aux barmans créateurs de cocktails, les bartenders. La compétition est organisée dans une vingtaine de pays où la marque est très présente (France, Espagne, Grande-Bretagne, Danemark, etc.) et la finale se déroule chaque année à Bordeaux, berceau historique de la marque, vers la fin du mois de novembre.
Cette compétition est surtout une vitrine pour le groupe, et un instrument de promotion de ses produits auprès des professionnels.